# Bubb Kuyper Veilingen

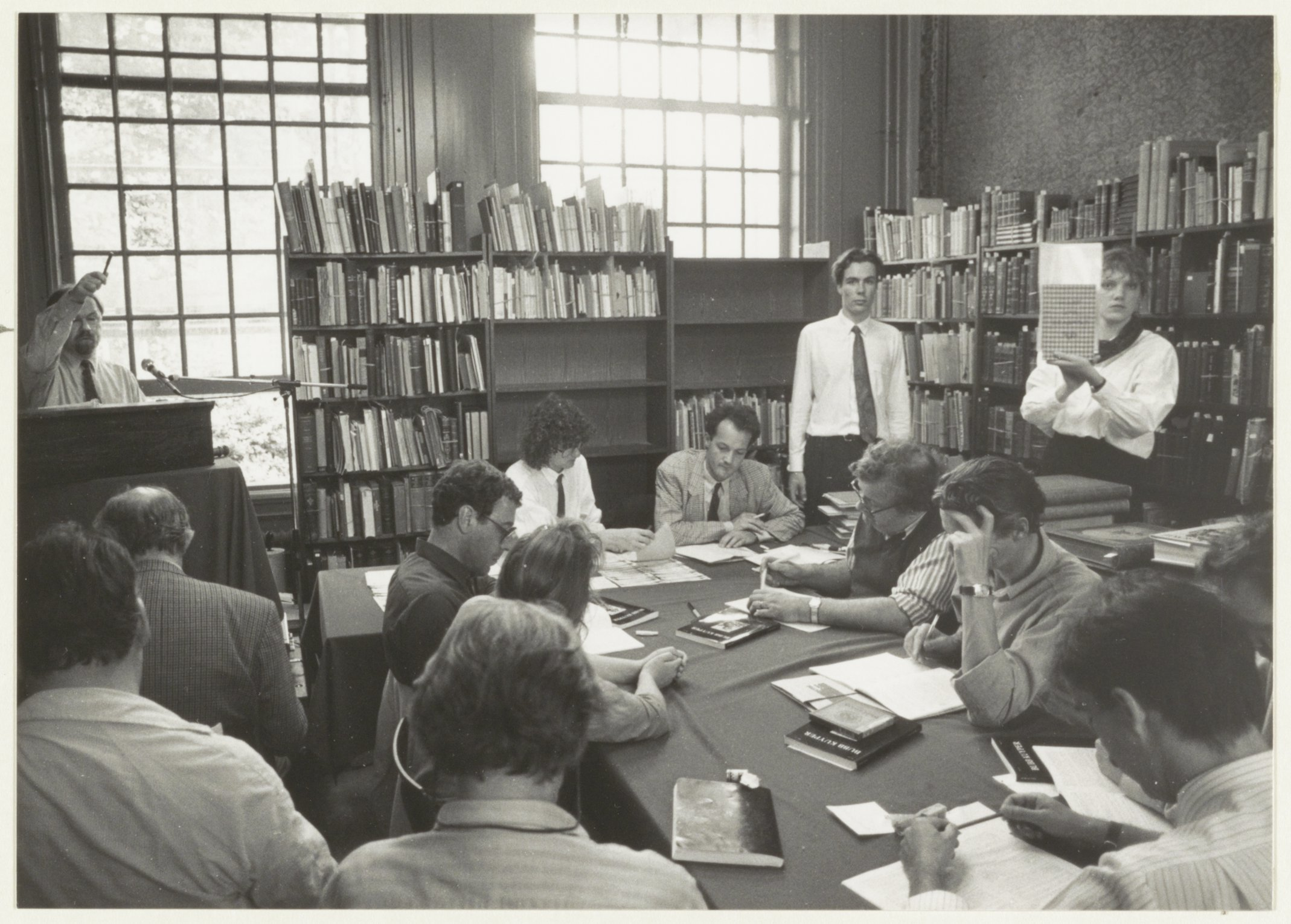
Veilingmeester Bubb Kuyper (geheel links) tijdens de veiling van de Achterbergcollectie.

Bubb Kuyper Veilingen is een Nederlands veilinghuis dat gespecialiseerd is in antiquarische boeken, manuscripten en grafiek en gevestigd is in Haarlem. Het is het grootste boekveilinghuis van Nederland.

## Geschiedenis
In het najaar van 1985 besloot de antiquaar Bubb Kuyper een veilinghuis te beginnen. De eerste veiling, Auction sale of books and prints, werd gehouden op 26 februari 1986. Aanvankelijk dacht Kuyper erover meer dan twee veilingen per jaar te houden. Het werden er uiteindelijk steeds twee: een voorjaars- en een najaarsveiling. Tot aan de vijfde veiling in juni 1987 bestond de veilingcatalogus uit één deel; sinds de zesde veiling in november 1987 bestaat de veilingcatalogus uit twee of meer delen, waarin tot 6000 verschillende items op het gebied van boeken, grafiek en schilderkunst worden beschreven.
Behalve Kuyper was Jeffrey Bosch (geboren in 1959) vanaf het begin betrokken bij het veilinghuis. Vanaf 1994 is Bosch vennoot. In 2003 werd Thijs Blankevoort vennoot in het veilinghuis. In 2006 trok Kuyper zich terug; Bosch en Blankevoort werden de twee directeuren. Tot aan 2012 werden de veilingen gehouden in het Hofje van Staats. Sinds augustus 2012 is het veilinghuis gevestigd in een grote villa aan het Haarlemse Kenaupark.

### Hoogtepunten
- 1987: collectie documenten rond de Haarlemse Sociëteit Teisterbant
- 1987: bibliotheek van Ben Stroman
- 1988: La magnifique bibliothèque d'un amateur belge
- 1990: collectie manuscripten van Gerrit Achterberg, afkomstig van Achterbergs mecenas mr. Joan Stakenburg (1917-1980)
- 1990: manuscript van de dichtbundel De wandelaar van Martinus Nijhoff
- 1991: brieven van prinses Juliana der Nederlanden aan haar voormalige garderobière mevrouw W. Hulleman
- 1992: bibliotheek van Victor van Vriesland en het Liber amicorum J.C. Bloem aangeboden bij diens 70e verjaardag
- 1993: documenten over Godfried Bomans en over Laurens Janszoon Coster
- 1995: collectie manuscripten en tekeningen van Lucebert
- 1996: het manuscript van het boek De avonden van Gerard Reve
- 1999: collectie manuscripten uit de nalatenschap van Manuel van Loggem
- 2004-2005: bibliotheek van Boudewijn Büch
- 2007: bibliotheek van Harry G.M. Prick
- 2012: bibliotheek van Gerrit Komrij
- 2013-2014: archief van Piet Zwart